# 多脉鼠李
多脉鼠李（学名：Rhamnus sargentiana）为鼠李科鼠李属下的一个种。